# Parabotia fasciata
Parabotia fasciata är en fiskart som beskrevs av Dabry de Thiersant 1872. Parabotia fasciata ingår i släktet Parabotia och familjen nissögefiskar. IUCN kategoriserar arten globalt som livskraftig. Inga underarter finns listade i Catalogue of Life.